# Torsten Czuppon
Torsten Czuppon (* 1966 in Kölleda) ist ein deutscher Politiker (AfD). Er ist seit 2019 Mitglied des Thüringer Landtages.

## Leben
Czuppon wuchs in seiner Geburtsstadt Kölleda auf, sein Vater ist Ungar. Nach dem Abitur an der Erweiterten Oberschule in Sömmerda diente er drei Jahre als Unteroffizier auf Zeit bei der NVA. Anschließend begann er ein Maschinenbaustudium an der Technischen Universität Dresden, absolvierte dann aber eine Ausbildung zum Feinmechaniker im Büromaschinenwerk Sömmerda. Im Zuge der Wende und Wiedervereinigung verlor er seine Arbeitsstelle, ging vorübergehend nach Frankfurt am Main.
Nach Thüringen zurückgekehrt durchlief er ab 1992 eine Ausbildung für den mittleren Polizeivollzugsdienst und von 2001 bis 2004 ein Studium an der Thüringer Fachhochschule für öffentliche Verwaltung Meiningen, Fachbereich Polizei, womit er sich für den gehobenen Polizeivollzugsdienst qualifizierte. In der Thüringer Polizei war er bei der Bereitschaftspolizei – als Kommandant der Fahrzeuge Wasserwerfer und Sonderwagen („Räumpanzer“) sowie fünf Jahre lang als Gruppenführer der Thüringer Wasserwerferstaffel – tätig. Als Angehöriger des Auslandspool der deutschen Polizei war er zweimal in Afghanistan (GPPT und Resolute Support), sowie in Griechenland (Frontex) im Einsatz. Während eines Sabbaticals machte er 2015/16 eine Weltreise. Czuppon trat 2016 der AfD bei. Nachdem er wiederholt rechtsextreme und geschichtsrevisionistische Inhalte (u. a. über den „vergessenen Völkermord der Alliierten an den Deutschen“) im Internet geteilt, den Ministerpräsidenten Bodo Ramelow als „Ratte“ und „Volksverräter“ bezeichnet hatte und mit Kleidung der rechtsextremen Szenemarke Thor Steinar aufgefallen war, wurde er 2017 in den Streifendienst in Sömmerda versetzt, wo er als stellvertretender Dienstschichtleiter fungierte. Zuletzt trug er die Amtsbezeichnung Polizeihauptkommissar. 
Bei der Landtagswahl in Thüringen 2019 gelang Czuppon der Einzug als Abgeordneter in den Landtag Thüringen als Direktkandidat im Wahlkreis Sömmerda II. Bei der Landtagswahl 2024 konnte er das Direktmandat verteidigen. Daneben ist er Mitglied im Stadtrat Sömmerda und im Kreistag Sömmerda sowie in beiden Gremien stellvertretender Vorsitzender der AfD-Fraktion.
Er ist in zweiter Ehe mit einer Philippinin verheiratet, hat zwei eigene und vier Stiefkinder und wohnt im Sömmerdaer Ortsteil Frohndorf.

## Strafverfahren wegen Verfolgung Unschuldiger
Nachdem Czuppon als Polizist bei einem dienstlichen Seminar in der Gedenkstätte des KZ Buchenwald im Jahr 2017 ein Thor-Steinar-T-Shirt getragen haben soll, leitete die Polizei ein Disziplinarverfahren gegen ihn ein. Czuppon erstattete darauf Anzeige wegen Verleumdung gegen die Zeugen. Bei dem folgenden Gerichtsverfahren gegen Czuppon wegen des Vorwurfs der falschen Verdächtigung wurde festgestellt, dass er als Polizeibeamter seine eigene Anzeige bearbeitet haben soll. Daraufhin wurde das Verfahren um den Anklagepunkt Verfolgung Unschuldiger erweitert. Eine solche Tat wird mit einer Freiheitsstrafe von mindestens einem Jahr bestraft, die nur in einem minderschweren Fall unterschritten werden kann. Wegen der erhöhten Mindeststrafe von einem Jahr ist dies ein Verbrechen, weshalb es vom Einzelrichter an ein Schöffengericht am Amtsgericht Sömmerda abgegeben wurde.
Am 14. Juli 2022 wurde Czuppon wegen der Verfolgung Unschuldiger zu einer Strafe von 150 Tagessätzen, insgesamt 30.000 Euro, verurteilt. Diese Strafe wurden am 21. März 2023 vom Landgericht Erfurt bestätigt. Hiergegen legten Czuppon und die Staatsanwaltschaft das Rechtsmittel der Revision zum Thüringer Oberlandesgericht ein.
Am 17. Juni 2024 verwarf das Thüringer Oberlandesgericht beide Revisionen. Das Urteil ist damit rechtskräftig.